# 마다라 기사상
마다라 기사상(불가리아어: Мадарски конник)은 불가리아 북동부 슈멘에서 동쪽으로 약 20km 정도 떨어진 곳에 위치한 마다라 고원에 있는 중세 초기의 암석 부조이다.
높이가 100m에 달하는 절벽의 지상에서 23m 정도 떨어진 곳에 새겨져 있으며 면적은 1.2ha, 길이는 세로 2.5m, 가로 3m에 달한다. 말을 탄 기사는 오른쪽을 향하고 있고 말의 발굽 아래에 있는 사자를 창으로 찌르고 있다. 기사 앞쪽에는 날고 있는 독수리가 그려져 있으며 기사 뒤쪽에는 기사를 따르는 개가 그려져 있다. 부조를 새긴 방법에 대해서는 거의 알려져 있지 않다.
이 부조는 710년경에 제작된 것으로 추정되는데 이는 불가르족의 칸인 테르벨(Tervel)의 시대에 제작되었음을 의미한다. 이를 근거로 하면 테르벨이 7세기 말에 현재의 불가리아 북부에 거처를 정했고 불가리아의 토착 슬라브족과 결합한 불가르족의 유산이라는 가설이 등장하게 된다. 부조에 함께 새겨진 비문에 대해서는 여러 가지 가설이 전해지는데 고대 트라키아와 관련이 있다는 가설, 트라키아인 사이에서 숭배하던 신을 그렸다는 가설, 성 게오르기우스를 그렸다는 가설 등이 전한다.
기사상 주변에는 중세 그리스어로 쓰여진 4개의 단편 비문이 쓰여져 있다. 이 비문은 불가리아의 역사를 고찰하는 데에 중요한 정보를 담고 있다. 1979년에는 유네스코가 지정한 세계유산에 등재되었다. 기사상은 1999년부터 2000년 사이에 발행된 불가리아의 1, 2, 5, 10, 20, 50스토틴키 주화 앞면에 그려졌다. 2026년부터 유통될 불가리아의 유로 주화 가운데 1, 2, 5, 10, 20, 50유로센트 주화 앞면에도 기사상이 그려질 예정이다.